# Carrols
Carrols fue una cadena de comida rápida finlandesa especializada en hamburguesas, que existió desde 1975 hasta 2012.

## Historia
La empresa fue fundada en 1975 por el grupo Tuko como una filial finlandesa de Carrols Restaurants. Aunque la matriz estadounidense reconvirtió casi todos los restaurantes en franquicias de Burger King, los dueños finlandeses mantuvieron la marca original.
Carrols fue la segunda cadena de hamburgueserías en Finlandia, si bien concentraba su actividad en el área metropolitana de Helsinki, y se hizo popular con el lanzamiento de productos como la Clubburger, similar al Big Mac de McDonald's.  Pese a ser una de las pioneras en el sector, Carrols no podía competir en su mercado con la local Hesburger ni con las multinacionales McDonald's y Burger King. En 1997 fue absorbida por el conglomerado Kesko, que a su vez la revendió en 2002 a Hesburger, por aquel entonces la mayor franquicia de comida rápida del país.
Tras un proceso gradual de reforma de locales, el último restaurante de Carrols cerró sus puertas en 2012.